# Enrique Palos
Enrique Eduardo Palos Reyes (ur. 31 maja 1986 w Aguascalientes) – meksykański piłkarz występujący na pozycji bramkarza.

## Kariera klubowa
Palos jest wychowankiem klubu Tigres UANL z miasta Monterrey, do którego pierwszego zespołu został włączony jako dziewiętnastolatek przez szkoleniowca Mario Carrillo. W 2006 roku triumfował w rozgrywkach kwalifikacyjnych do Copa Libertadores – InterLidze, zaś w meksykańskiej Primera División zadebiutował 7 października 2006 w przegranym 0:2 spotkaniu z Cruz Azul. Przez pierwsze sześć lat pełnił wyłącznie rolę rezerwowego bramkarza – najpierw dla Edgara Hernándeza, a następnie dla Óscara Péreza i Cirilo Saucedo, regularnie występując tylko w drugoligowych rezerwach – Tigres Mochis i Tigres B. W 2009 roku triumfował z Tigres w rozgrywkach SuperLigi. Pierwszym golkiperem ekipy został dopiero w lutym 2011, kiedy to wygrał rywalizację o miejsce w składzie z Saucedo. W jesiennym sezonie Apertura 2011 zdobył z drużyną prowadzoną przez Ricardo Ferrettiego tytuł mistrza Meksyku, zostając wybranym przez Meksykański Związek Piłki Nożnej najlepszym bramkarzem rozgrywek.
W wiosennym sezonie Clausura 2014, wciąż mając niepodważalną pozycje między słupkami, Palos wywalczył z Tigres puchar Meksyku – Copa MX. W tym samym roku zajął również drugie miejsce w krajowym superpucharze – Supercopa MX, lecz bezpośrednio po tym został relegowany do roli rezerwowego na rzecz nowego nabytku klubu – Nahuela Guzmána. Właśnie w roli drugiego bramkarza w sezonie Apertura 2014 zanotował tytuł wicemistrza kraju, a w 2015 roku dotarł do finału najbardziej prestiżowych rozgrywek południowoamerykańskiego kontynentu – Copa Libertadores. W sezonie Apertura 2015, wciąż jako rezerwowy dla Guzmána, wywalczył z Tigres drugie w swojej karierze mistrzostwo Meksyku, a w 2016 roku doszedł do finału Ligi Mistrzów CONCACAF.
| Sezon     | Klub          | Kraj   | Rozgrywki  | Mecze | Bramki |
| --------- | ------------- | ------ | ---------- | ----- | ------ |
| 2005/2006 | Tigres Mochis | Meksyk | Ascenso MX | 2     | 0      |
| 2006/2007 | Tigres UANL   | Meksyk | Liga MX    | 2     | 0      |
| 2007/2008 | Tigres B      | Meksyk | Ascenso MX | 28    | 0      |
| 2008/2009 | Tigres B      | Meksyk | Ascenso MX | 15    | 0      |
| 2008/2009 | Tigres UANL   | Meksyk | Liga MX    | 6     | 0      |
| 2009/2010 | Tigres UANL   | Meksyk | Liga MX    | 0     | 0      |
| 2010/2011 | Tigres UANL   | Meksyk | Liga MX    | 13    | 0      |
| 2011/2012 | Tigres UANL   | Meksyk | Liga MX    | 44    | 0      |
| 2012/2013 | Tigres UANL   | Meksyk | Liga MX    | 36    | 0      |
| 2013/2014 | Tigres UANL   | Meksyk | Liga MX    | 20    | 0      |
| 2014/2015 | Tigres UANL   | Meksyk | Liga MX    | 3     | 0      |
| 2015/2016 | Tigres UANL   | Meksyk | Liga MX    |       |        |